# ミゲル・アンヘル・ヒメネス
ミゲル・アンヘル・ヒメネス・ロドリゲス（Miguel Ángel Jiménez Rodríguez、1964年1月5日 - ）はスペインのプロゴルファー。

## 来歴
ヒメネスはマラガ出身。1988年にプロ入りし、92年のベルギー・オープンで初優勝。これまでに21勝、シニア2勝を挙げている。メジャー大会の最高成績は2000年にペブルビーチで開催された全米オープンで2位タイである。（優勝はタイガー・ウッズ）フェラーリが愛用車である。

## プロ優勝

### ヨーロピアンツアー
- 1992年：ベルギー・オープン
- 1994年：ダッチ・オープン
- 1998年：トロフィー・ランコム他1勝
- 1999年：ボルボ・マスターズ他1勝
- 2003年：Turespana Mallorca Classic
- 2004年：ジョニー・ウォーカー・クラシック、オープン・デ・ポルトガル、BMWアジアン・オープン、BMWインターナショナル・オープン
- 2005年：ウェールズオープン
- 2007年：UBS香港オープン
- 2008年：BMW PGA選手権
- 2010年：オメガ・ドバイ・デザート・クラシック、オープン・ド・フランス、オメガ・ヨーロピアン・マスターズ
- 2012年：UBS香港オープン
- 2013年：香港オープン
- 2014年：オープン・デ・エスパーニャ

### チャンピオンズツアー (9)
| No. | 年月日        | トーナメント                                 | スコア          | パー | 打差      | 2位（タイ）                                                    |
| --- | ------------- | -------------------------------------------- | --------------- | ---- | --------- | -------------------------------------------------------------- |
| 1   | 2014年4月20日 | グレーター・グウィネット選手権               | 65-70-67=202    | −14  | 2打差     | ベルンハルト・ランガー                                         |
| 2   | 2015年1月25日 | 三菱電機選手権                               | 69-64-66=199    | −17  | 1打差     | マーク・オメーラ                                               |
| 3   | 2016年4月3日  | ミシシッピ・ガルフ・リゾート・クラシック     | 68-70-64=202    | −14  | 2打差     | スコット・ダンラップ                                           |
| 4   | 2 Apr 2017    | ミシシッピ・ガルフ・リゾート・クラシック (2) | 67-66-70=203    | −13  | Playoff   | ジーン・サワーズ                                               |
| 5   | 20 May 2018   | リージョンズ・トラディション                 | 64-69-66-70=269 | −19  | 3 strokes | ジョー・デュラント, ジーン・サワーズ, スティーブ・ストリッカー |
| 6   | 29 Jul 2018   | シニアオープン選手権 presented by Rolex      | 68-67-72-69=276 | −12  | 1 stroke  | ベルンハルト・ランガー                                         |
| 7   | 17 Feb 2019   | Chubb Classic                                | 68-66-66=200    | −13  | Playoff   | オリン・ブラウン, ベルンハルト・ランガー                       |
| 8   | 21 Oct 2019   | ドミニオン・エナジー・チャリティクラシック   | 67-68-63=198    | −18  | 2 strokes | Tommy Tolles                                                   |
| 9   | 18 Jan 2020   | 三菱電機選手権 (2)                           | 64-71-67=202    | −14  | Playoff   | Fred Couples, アーニー・エルス                                 |

1Co-sanctioned by the European Senior Tour.